# Gorgone binocula
Gorgone binocula är en fjärilsart som beskrevs av Achille Guenée 1852. Gorgone binocula ingår i släktet Gorgone och familjen nattflyn. Inga underarter finns listade i Catalogue of Life.